# Selago myrtifolia
Selago myrtifolia är en flenörtsväxtart som beskrevs av Heinrich Gottlieb Ludwig Reichenbach. Selago myrtifolia ingår i släktet Selago och familjen flenörtsväxter. Inga underarter finns listade i Catalogue of Life.